# Mercedes-Benz-Werk Mannheim

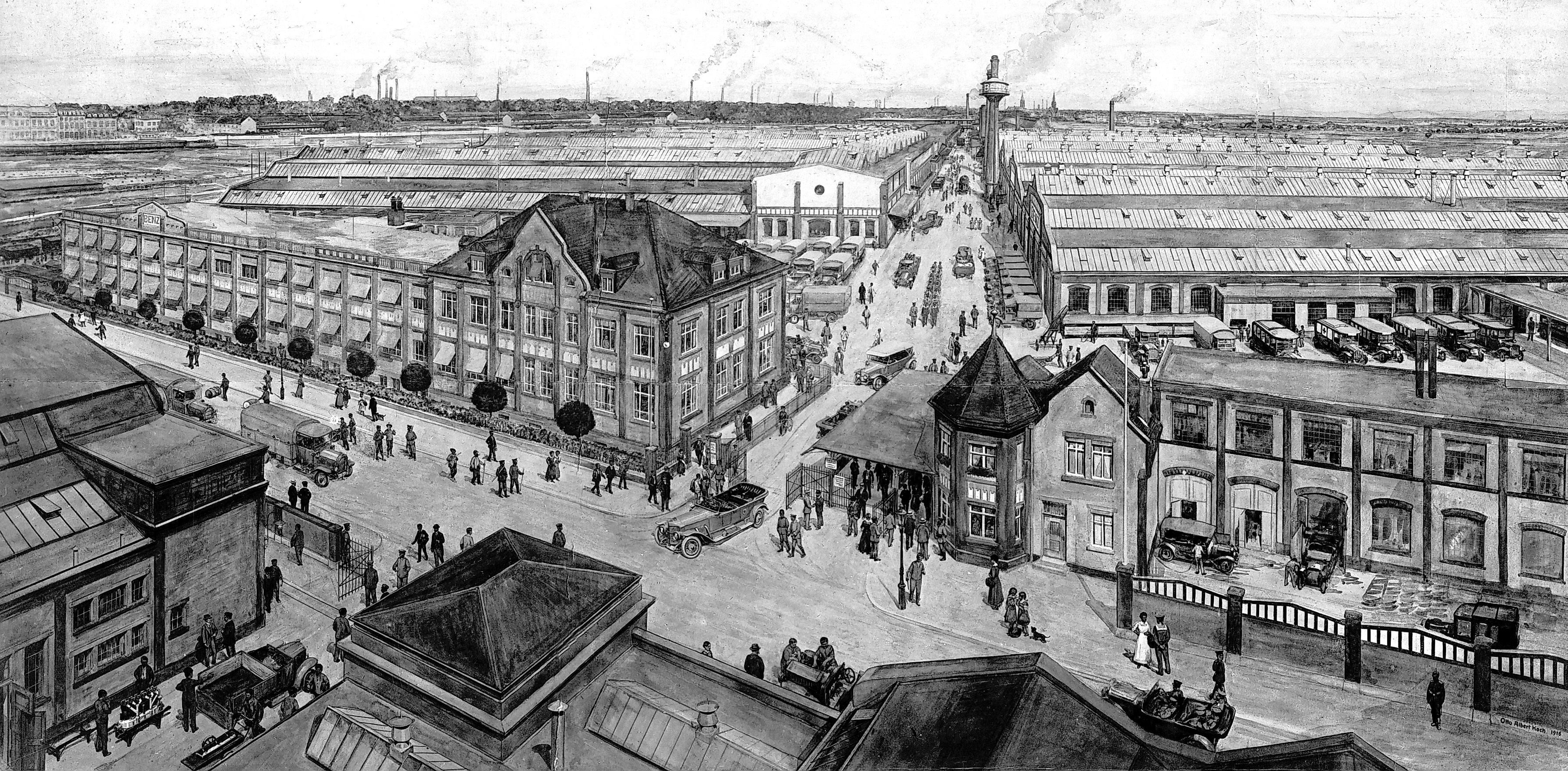
Mercedes-Benz Werk Mannheim (Zustand 1916); Gemälde von Otto Albert Koch

Das Mercedes-Benz Werk Mannheim ist ein Werk der Daimler Truck AG in Mannheim-Waldhof. Auf dem Werksgelände befinden sich sowohl eine Eisengießerei und ein Aggregatewerk von Daimler Trucks als auch ein Produktionswerk von EvoBus. Die Anzahl der Beschäftigten des Aggregatewerks beträgt ca. 4.800 (Stand: 31. Dezember 2022).

## Geschichte
1906 erwarb die Benz & Cie. das Grundstück in Mannheim-Waldhof und im folgenden Jahr wurde nach Plänen von Albert Friedrich Speer mit dem Bau begonnen. Mit einer Jahreskapazität von 500 Motoren und 400 PKW wurde die neue Fabrik 1908 eröffnet. Ab 1913 baute das Werk Waldhof auch Flugmotoren (→ Benz Bz III). Nach deutlicher Expansion waren im Jahr 1914 dort 4000 Mitarbeiter beschäftigt. Von 1928 bis 1933 baute das Werk auch den Mercedes-Benz Dieselschlepper OE. 1937 begann im Werk die Lkw-Produktion mit dem Modell Mercedes-Benz L 1100. Ein Luftangriff im November 1943 traf besonders die Gießerei und Schlosserei schwer.
Die Fertigung des Mercedes-Benz L 3000 musste auf Anweisung der NS-Regierung 1944 eingestellt werden und in Mannheim wurde als Lizenzbau der Opel Blitz 3,6 für die Wehrmacht hergestellt. 1944 wurden im Werk auch KZ-Häftlinge aus dem Außenlager Mannheim-Sandhofen beschäftigt. Von Juni 1945 an wurde der Opel Blitz im Mannheimer Werk als L 701 ohne jegliche Herstellerbezeichnung bis Juni 1949 weiter gebaut, bis im gleichen Jahr die Produktion des Mercedes-Benz O 3500 begann. Ebenfalls im Jahr 1949 begann die Produktion der Motorenbaureihen OM 300, welche bis 1995 in verschiedenen Weiterentwicklungen montiert wurde. 1951 wurde die Omnibus-Produktion im Werk Mannheim konzentriert, dazu wurde die bisherige Fertigung des O 6600 von Sindelfingen nach Mannheim verlagert. Ab 1953 wurden im Werk Mannheim die Lkw der Reihe L 4500 hergestellt. 1955 war das Omnibus-Werk in Mannheim das größte Omnibuswerk in Europa. Nach Beginn der LKW-Produktion im Mercedes-Benz-Werk Wörth spezialisierte sich das Werk Mannheim seit 1965 auf die Motoren- und Omnibus-Produktion.
Im Jahr 1994 wurde im Werk Mannheim das Kompetenzcenter für emissionsfreie Mobilität (KEM) als Anlauffabrik für Fahrzeuge mit alternativen Antrieben gegründet. 1996 liefen im Motorenwerk Mannheim die mittelschwere Baureihe OM 900 (sowohl als Reihenvierzylinder als auch Reihensechszylinder) sowie die schwere Baureihe OM 500 (sowohl als V6- als auch V8-Variante) in Serie an. 2003 folgte die schwere Baureihe OM 457 (Reihensechszylinder). Seit 2010 ist das Werk Mannheim das europäische Zentrum für die Tauschmotorenfertigung sowohl für PKW als auch LKW Motoren des Konzerns.
Im Jahre 2011 wurde die Produktion des neu entwickelten schweren Dieselmotors der HDEP (Heavy-Duty Engine Platform) OM 47x aufgenommen. Dies war der erste Motor, der die Abgasnorm Euro VI erfüllte. Im Jahr 2012 folgte die Einführung der neuen mittelschweren Motorengeneration MDEG (Medium-Duty Engine Generation) OM 93x. Seit 2018 produziert das Mercedes-Benz Werk im Bereich des KEMs ebenfalls emissionsfreie Antriebskomponenten wie eATS oder Batterien, welche in Fahrzeugen wie dem eSprinter oder EQV zum Einsatz kommen. Zusätzlich werden seit 2018 Batterien für Busse der EvoBus GmbH produziert. Im Jahr 2021 erfolgte der Start der Produktion von Batterien für den eActros Gen.2 der Daimler Truck AG.
Im Sommer 2021 wurde über die drei deutschen Produktionsstandorte der Powertrainaggregate (Mannheim/Kassel/Gaggenau) ein gemeinsames Zielbild definiert, welches den Weg hin zu alternativen und emissionsfreien Antrieben beschreibt. Das Mercedes-Benz Werk Mannheim wird sich im Zuge dessen zum Kompetenzzentrum für Batterietechnologie und Hochvoltsystemen entwickeln.

## Motorenwerk heute
Das heutige Produktportfolio des Mercedes-Benz Werk Mannheims umfasst folgende Produkte und Komponenten:
- Dieselmotoren für Nutzfahrzeuge:
  - Heavy-Duty Engine Platform – OM 470/471/473 – Sechszylinder Reihenmotor
  - Medium-Duty Engine Generation – OM 934/936 – Vierzylinder/Sechszylinder Reihenmotor

- Motoren – Kleinserie:
  - Remanufacturing von Motoren und Komponenten sowohl für LKW als auch PKW-Umfänge
  - Serienfertigung der V12 für Fahrzeuge von Mercedes-Benz AMG

- Motorenkomponenten:
  - Zerspanung und Fertigung von Nockenwellen, Zylinderköpfen, Zylinderkurbelgehäusen, Turboladern, Pleuel, Kurbelwellen
  - Rohteile (Guss) von HDEP und MDEG Zylinderkurbelgehäusen und Zylinderköpfen sowie Achsbrücken für schwere Nutzfahrzeuge

- Emissionsfreie Antriebe:
  - Batteriepakete für den aktuellen Serien eActros der Daimler Truck AG
  - Batteriepakete für den Stadtbus eCitaro der EvoBus GmbH
  - Batteriepakete und eATS für eSprinter/EQV der Mercedes-Benz AG
  - Aufbereitung von PKW-Batterien aus Fahrzeugen der Mercedes-Benz AG

Im Zuge der Entwicklung zum künftigen Kompetenzzentrum für Batterietechnologien und Hochvoltsystem im Technologieverbund der deutsche Powersystemwerke werden neben den aktuellen Serienprodukten künftig auch folgende Produkte in Mannheim produziert werden:
- Innovationslabor für Batterien mit einer ersten Pilot-Batterie-Zellfertigung für künftige Batterien für Nutzfahrzeuge bei Mercedes-Benz Trucks.[8]
- Frontbox für batterie-elektrische betriebene LKW von Mercedes-Benz, im ehemaligen Bauraum des Verbrennungsmotors sind in ihnen zahlreiche Hochvolt- und Niederspannungskomponenten gebündelt.[9]
- Für den zukünftigen Brennstoffzellentruck erfüllt der sogenannte TechTower eine ähnliche Funktion. Auch dieser soll im Mercedes-Benz Werk Mannheim industrialisiert werden.[10]